# Camilla und Rebecca Rosso

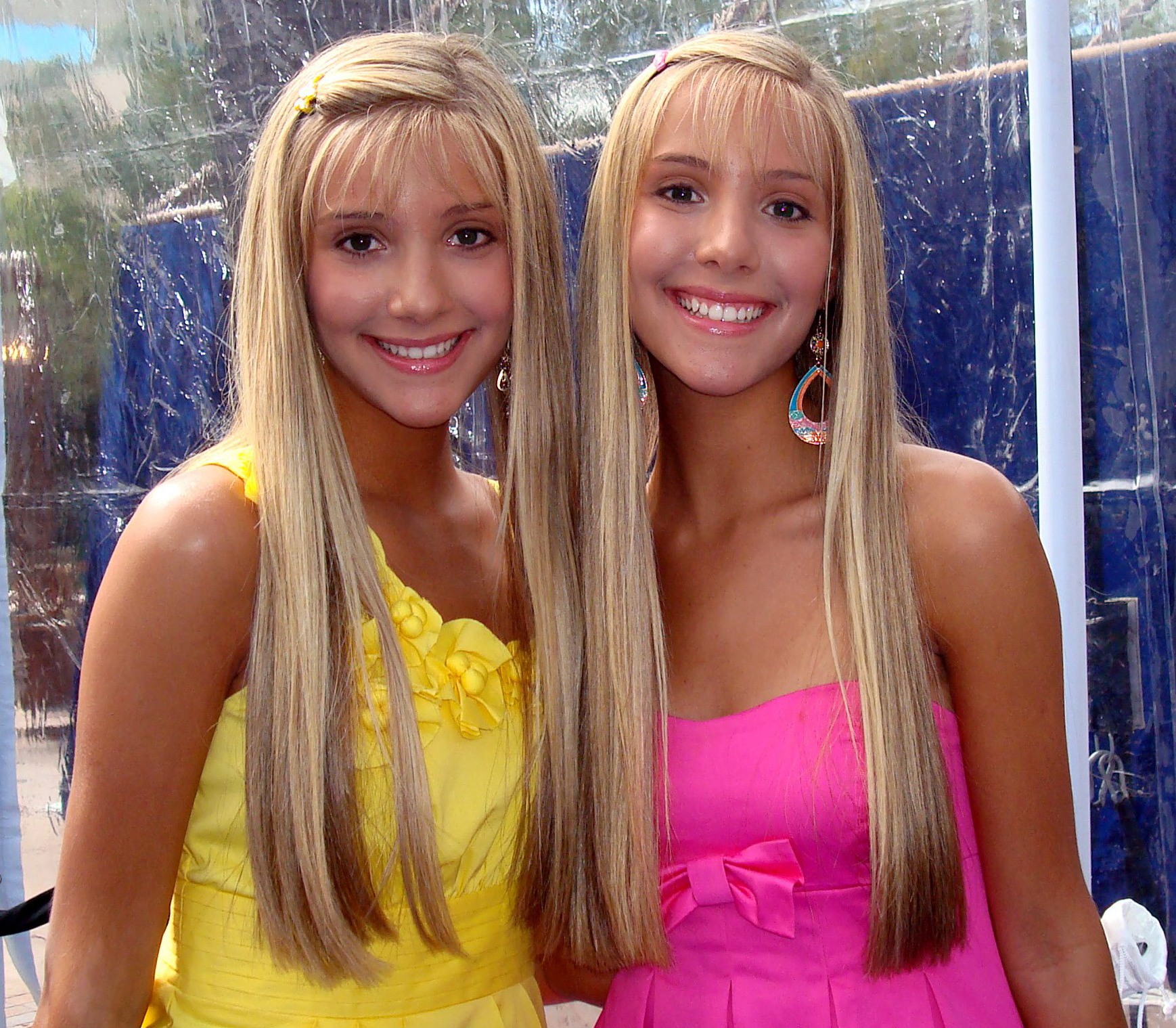
Camilla und Rebecca Rosso (März 2009)

Die Zwillinge Camilla Rosso und Rebecca Rosso (* 6. Juli 1994 in England) sind britische ehemalige Kinderdarstellerinnen. Sie hatten eine wiederkehrende Rolle in der Serie Hotel Zack & Cody, in der sie die Zwillinge Janice (Camilla) und Jessica (Rebecca) spielten, sowie in einer Episode des Spin-offs Zack & Cody an Bord. Des Weiteren hatten sie auch die Hauptrollen in dem Film Natürlich blond 3 – Jetzt geht’s doppelt weiter, welcher auf ABC Family und im Disney Channel ausgestrahlt wurde.

## Filmografie
- 2006–2008: Hotel Zack & Cody (The Suite Life of Zack and Cody, Fernsehserie, sieben Episoden)
- 2009: Natürlich blond 3 – Jetzt geht’s doppelt weiter (Legally Blondes)
- 2010: Zack & Cody an Bord (The Suite Life on Deck, Fernsehserie, Episode Die Model-Party)

## Diskografie
Singles
- 2008: Lucky Girl